# لیگ فوتبال فیلیپین
لیگ فوتبال فیلیپین (انگلیسی: Philippines Football League) بالاترین سطح مسابقات فوتبال در کشور فیلیپین است.

## قهرمانان
| ردیف | فصل  | قهرمان       |
| ---- | ---- | ------------ |
| 1    | 2017 | سئرس نیگروس  |
| 2    | 2018 | سئرس نیگروس  |
| 3    | 2019 | سئرس نیگروس  |
| 4    | 2020 | یونایتد سیتی |